# Сафо 2
Сапфо 2 је фрагмент песме архајске грчке лирске песникиње Сапфо. У антици је био део I књиге александријског издања Сапфине поезије. Сачувано је шеснаест стихова песме, очуваних на остракону откривеном у Египту и први пут објављеном 1937. године од стране Медее Норсе. Песма је у форми химне богињи Афродити, позивајући је да се појави у храму у јабучњаку. Већи део песме чини проширени опис светог гаја у који се Афродита позива.

## Очуваност
Пре 1937. године, биле су сачуване само две строфе песме, обе цитиране код других античких аутора. Хермоген из Тарса цитира део друге строфе у свом делу О врстама стилова (Περὶ Ἰδεῶν), а Атенеј цитира из четврте строфе у Гозби софиста (Δειπνοσοφισταί). Године 1937, италијанска папиролошкиња Медеа Норса објавила је остракон који чува четири строфе песме. Остракон (PSI XIII.1300) је откривен у Египту, и данас се налази у збирци Библиотека Лауренцијана у Фиренци.
Фирентински остракон датира из средине трећег или другог века пре нове ере, што га чини једним од најстаријих сачуваних фрагмената Сапфине поезије. Рукопис је добар, што указује да га је писао професионални писар, али је текст пун грешака – до те мере да грчки на неким местима нема смисла. Остракон је највероватније преписао приватни ентузијаста који није био упознат са еолским дијалектом који је Сапфо користила, или је настао као део школске вежбе.

## Песма
Прва књига александријског издања Сапфине поезије, из које потиче Сапфо 2, састојала се од песама компонованих у сапфичким строфама. Метар се састоји од строфа од четири стиха, три дужа стиха праћена једним краћим. Сачуване су четири строфе у овом метру; неизвесно је да ли је песма првобитно била дужа. Фирентински остракон почиње делимичним стихом који гласи „силазећи са” (ρανοθεν κατιου[). Ово се генерално не сматра делом песме Сапфо 2: након њега следи већи празан простор него код осталих крајева строфа на крхотини, што сугерише да је то део другог текста. Додатно, κατιου није у Сапфином еолском дијалекту, а највероватнија реконструкција стиха је метрички неправилна за песму у сапфичким строфама.
Песма је у форми химне богињи Афродити, призивајући је и молећи је да се појави. У облику у којем је сачувана на фирентинском остракону, чини се да почиње неуобичајено нагло – обично би таква химна почела поменом божанства које се призива. Ово може бити намеран стилски избор Сапфе, а не доказ да је песма непотпуна: барем једна друга архајска химна – Анакреонтова 12 (Пејџ) – такође задржава име божанства које се призива до последњег стиха. Томас Мекевили тврди да је Афродитино име изостављено како би се изградила напетост.
Прве три строфе песме састоје се од проширеног описа светилишта у које се Афродита позива. Ова екфраза природне сцене је неуобичајена у архајској грчкој књижевности. Опис се више пута позива на Афродитине атрибуте: јабуке, руже, пролећно цвеће, ливаде и коњи су сви повезани са њом. Пролећно цвеће се повезује са Афродитом у Киприја, песми из Епског циклуса, где је украшавају шафрани, зумбули, љубичице, руже, нарциси и љиљани; девојке спремне за љубав описују се као „Афродитини коњи” код Анакреонта, а слична слика се налази и код Теогонида.
Генерално се претпоставља да је свети предео који Сапфо описује у песми стваран и њој познат, али не постоје докази о храму Афродите на Лезбосу: Мекевили сугерише да локацију гаја треба тражити у „духовној географији, а не физичкој”. Александер Турин пореди светилиште које Сапфо описује у фрагменту 2 са античком грчком представом раја. Опис Елизијума у Пиндаровом фрагменту 129, на пример, има много заједничких елемената са Сапфо 2: „ливаде црвених ружа”, „стабла тамјана”, „божји олтари” имају паралеле код Сапфе. Међутим, Мекевили проналази еквивалентне паралеле у песмама Ксенофана и Теогонида, од којих ниједна не описује рај, и тврди да се „ритуалне, рајске и свечане слике преклапају” у архајској грчкој поезији, посебно код Сапфе. Други научници су опис гаја видели као метафору за женску сексуалност, попут Џона Џ. Винклера и Барбаре Гоф, која поспаност изазвану у њему описује као „ништа мање од посткоиталне”.
Последња сачувана строфа песме описује Афродиту како сипа нектар „у златне пехаре”. Ово је слично ритуалу описаном у Сапфо 96, и може представљати стварни ритуал у којем је свештеница, као Афродита, сипала вино учесницима.
У Атенeјевој Гозби софиста, верзија последње строфе сачуване на фирентинском остракону праћена је прозним редом који значи „за ове моје и твоје пријатеље”. Ове речи можда потичу из касније строфе исте песме. Пошто су речи у прози, а не на Сапфином еолском дијалекту, и неграматичке (четири речи су у погрешном роду), оне нису из песме како ју је Сапфо саставила. Вероватно их је саставио сам Атенeј, а не да их је знао из ранијег извора; да су биле састављене у класичном атинском симпотичком контексту, на пример, Марк де Креј тврди да би боље одговарале Сапфином метру. Могуће је, али није сигурно, да су оне Атенeјева парафраза Сапфиног дела: на другим местима у Гозби софиста постоје слични наставци цитата који изгледају као парафразе, али се заправо не појављују у изворном тексту – на пример, у његовом цитату Аполонија Рођанина у Гозби софиста 13.555б.